# 열녀 언양김씨 정려
열녀 언양김씨 정려(烈女 彦陽金氏 旌閭)는 세종특별시 연동면 송용리에 있는 정려이다. 2014년 9월 30일 세종특별자치시의 향토문화유산 제21호로 지정되었다.

## 개요
열녀 언양김씨 정려(烈女 彦陽金氏 旌閭)는 조선시대 열녀 언양김씨의 열행(烈行)을 세상에 널리 알려 칭찬하고 기억하기 위해 나라에서 하사한 명정(銘旌)을 현판(懸板)으로 걸어놓은 정문(旌門)이다.
언양김씨는 김정(金淀)의 딸로 16세에 장응헌(張應軒)과 혼인하였다. 평소에도 시아버지와 남편을 정성으로 섬기다가 1636년(인조 14) 병자호란(丙子胡亂)이 발발하여 청나라 군사들이 마을로 쳐들어오자 남편에게 시아버지와 자식들을 데리고 뒷문으로 피하게 한 뒤 자신은 앞문으로 나와 적들을 유인하였다. 청나라 군사들을 피해 달아나다 여의치 않자 현재 연동면 예양리 북쪽의 미호천 중류에 있던 황단이 나루에서 스스로 물로 뛰어들어 자결하였다. 김씨의 행동에 감복한 청나라 군사들은 시신을 건져 강변에 묻어주고 나무에 그 내용을 적어 무덤 앞에 세워주었다. 그 후 마을을 공격하려던 청나라 군사들은 나무에 쓰여 진 내용을 보고는 비켜갔다고 한다.
언양김씨의 열행에 대해 충청도관찰사(忠淸道觀察使)가 조정에 글을 올려 1638년(인조 16)에 명정을 받았으며 1793년(정조 17)에 나라의 지원을 받아 정문을 세우게 되었다. 내부 중앙에는 언양김씨의 현판이 걸려 있으며, 그 아래로 1793년(정조 17)과 1809년(순조 9)에 작성한 2개의 정려기(旌閭記)와 1844년(헌종 10)과 1965년 고치서 지은 내용을 적은 중수기(重修記) 2개가 남아있다. 열녀 언양김씨 정려 앞에는 연동 송용리 마애여래입상(燕東 松龍里 磨崖如來立像, 세종특별자치시 문화재자료 제4호)가 있다.

## 현지 안내문
인조 14년(1636년) 병자호란 당시 83세 된 병든 시아버지와 어린 두 자식을 둔 언양김씨는 오랑캐들이 쳐들어오자 남편에게 말하기를 늙고 병든 시아버님과 두 자식을 안전한 곳으로 피난을 시키되 만약 온가족이 무사하기가 힘들 경우 두자식을 버리는 한이 있더라도 시아버님만은 무사하게해야 한다는 당부를 하고 남편을 먼저 시아버님과 자식을 데리고 뒷문으로 나가게 하고 자신은 오랑캐들을 다른 방향으로 유인하기 위해 앞문으로 나가려 할 때 김시를 본 오랑캐들은 김씨의 용모를 탐내어 쫓아가니 김씨는 오랭캐들에게 쫓기어 인탄나루(지금의 곰나루 부근)에 투신 자살하였다.
오랑캐들조차 김씨의 절개와 용기에 감동하여 시신을 건져 강변에 안장을 하고 나무에 비문을 새겨 묘 앞에 세웠다한다. 그 후 다시 쳐들어오는 오랑캐들이 그 비문을 본후로 그 마을에 다시 침입하지 않아 마을 사람들이 화를 면할 수 있었다한다.
현재 중문은 인조15년(1638)에 명하여 정조 17년(1793)에 건립되었으며 광무 8년(1904)에 중수되었다.